# 蔚蓝深海
《蔚蓝深海》（英語：The Deep Blue Sea）是一部2011年英国爱情片，导演为特伦斯·戴维斯。蕾切尔·薇兹、汤姆·希德勒斯顿和西蒙·拉塞尔·比尔主演。根据1952年泰論斯·瑞提耿所著的同名戏剧改编而成。
2010年后期开拍，英国于2011年11月25日上映，美国于2012年3月23日上映。
1955年费雯·丽曾主演过一部同名戏剧改编的电影《孽海情潮》。

## 剧情
故事背景发生在1950年前后的伦敦，讲述一名法官的妻子海斯特与一名前英國皇家空軍军官佛莱迪之间的凄美绝望的恋情故事。

## 角色
- 蕾切尔·薇兹 - 海丝特·科利尔
- 汤姆·希德勒斯顿 - 弗雷迪·佩奇，二战时期任皇家空军飞行员
- 西蒙·拉塞尔·比尔 - 威廉·科利尔，法官，海斯特的丈夫，他比海斯特年龄要大很多
- 哈利·海顿-凯文 - 杰基·杰克逊
- 安·米切尔 - 埃尔顿太太
- 萨拉·卡茨 - 利兹

## 评价
媒体综评82分，烂番茄新鲜度78%，《时代周刊》、《纽约》杂志、《纽约时报》、《洛杉矶时报》、《AV》俱乐部、《娱乐周刊》六家媒体给出满分。
代表性评价有：“本片就是一座人类情感的博物馆，在导演的艺术手法和女主角的演技引领下，丝丝情感穿越时空弥散升华”，“片中有一种同时代同题材影片难以企及的窒息氛围，而行至影片结尾这种窒息已然上升为绝望”，“专业的制作外加堪称无畏的描绘手法，最为广域地展现出影片的浪漫情感，同时，影片又通过女主角绑定了可以称之为凶残的炽烈情感！”，“在英国电影大师劳伦斯·戴维斯的执掌下，影片呈现出特有的精致、细微的韵味以及大量的记忆灌输，以至于我相信片中的每一分钟都是赫斯特（女主角）的精神折磨”，“本片再次证明导演自身格调的代入，足以让一个陈腐主题重新焕发出活力”。

## 奖项
- 纽约影评人协会最佳女主角奖
- 第70届金球奖剧情类最佳女主角提名
- 伦敦影评人协会年度英国女演员提名、年度男配角（西蒙·拉塞尔·比尔）提名